# Antoni Krupa

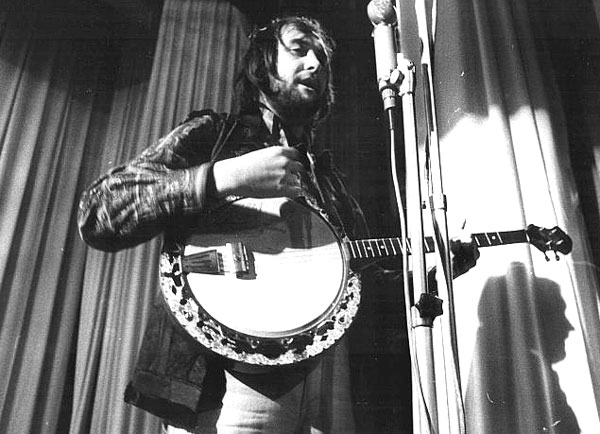
Antoni Krupa

Antoni Krupa (ur. 23 marca 1945 w Krakowie, zm. 17 marca 2024) – polski muzyk (gitara, banjo, harmonijka ustna), kompozytor, dziennikarz, publicysta.

## Działalność muzyczna
Antoni Krupa w latach 1963–1968 prowadził zespół rhythm and bluesowy The Lessers. W 1967 przez pewien czas w podstawowym składzie w zespole Wawele. Potem:
- 1968–1972 grał na banjo w zespole Jazz Band Ball Orchestra[3]
- 1972–1975 grał na gitarze w Grupie WIEM Marka Grechuty[3]
- 1975–1977 występował z duetem gitarowym „CD” (wspólnie z Krzysztofem Wierzchoniem).

Duet ten czasem przekształcał się w trio z Janem Gonciarczykiem na kontrabasie. Grał także z freejazzowym Trio z saksofonistą Pawłem Dalachem i perkusistą Jackiem Kochanem.
Od 1977 związany z Radiem Kraków. Autor audycji publicystyczno-muzycznych, reportaży. Twórca muzyki do słuchowisk radiowych. Rozmówcami jego licznych wywiadów byli m.in. Gordon Haskell, Bennie Maupin, Nigel Kennedy, Enrico Rava, Pati Yang. Jest producentem płyt wybitnych polskich jazzmanów: m.in. Zbigniewa Seiferta, Janusza Muniaka, Adama Kawończyka. Jest także autorem antologii festiwalu „Jazz Juniors” oraz autorem cyklu audycji publicystyczno-historycznych „Historia krakowskiego jazzu” (40 odcinków emitowanych w Radiu Kraków). Brał udział w programie radia BBC, rozmawiając na temat legendarnej sesji nagraniowej Milesa Davisa Kind of Blue. Jest współtwórcą muzyki do spektaklu „Ziemia jałowa” według T.S. Eliota wystawianym w Teatrze STU w reż. Tadeusza Malaka. Pracując jako dziennikarz nie zaniechał działalności muzycznej. Występował i nagrywał m.in. z Jarosławem Śmietaną, Markiem Stryszowskim, Ryszardem Styłą. Był wykładowcą Historii Jazzu w  Instytucie Muzykologii Uniwersytetu Jagiellońskiego i Krakowskiej Szkoły Jazzu i Muzyki Rozrywkowej.
W 2016 otrzymał nagrodę Stowarzyszenia Autorów ZAiKS za popularyzację polskiej twórczości rozrywkowej.

## Twórczość literacka
W styczniu 2009 nakładem Wydawnictwa Dworek Białoprądnicki ukazała się książka Antoniego Krupy Miasto błękitnych nut… czyli historia krakowskiego jazzu i nie tylko…, która uhonorowana została w maju 2009 Nagrodą Krakowska Książka Miesiąca. W 2010 za napisanie tej książki uhonorowany został nagrodą Grand Prix Jazz Melomani (zwaną Jazzowym Oskarem) w kategorii Dziennikarz Roku, przyznawaną przez łódzkie Stowarzyszenie Jazzowe „Melomani”.

## Dyskografia
- 1973   Jazz Band Ball Orchestra – Jazz Band Ball Orchestra Metronome (Deutschland) MLP 15 468 Lp
- 1974   Marek Grechuta i Grupa WIEM – Magia Obłoków Pronit SXL 1077  Lp
- 2000   Marek Grechuta i Grupa WIEM – Droga za widnokres Pomaton 5257432 (bonusy) CD
- 2000   Marek Grechuta i Grupa WIEM – Magia Obłoków Pomaton  5257422 CD
- 2012   Antek Krupa – Amela – Blues o rozwianych włosach na wietrze Radio Kraków RK 011 CD
- 2014   Marek Grechuta i Grupa WIEM – Koncerty – Warszawa 73 Polskie Radio PRCD1781
- 2018   The New Lessers - Evening  Antoni Krupa AJA 001  CD
- 2019   Antoni Krupa - Więc wędrowałaś tak... Radio Kraków RK 023 CD

### Jako sideman
- 1988   Little Egoists – Radio Wieliczka  Face Music (Switzerland) LC 8072  Lp
- 1996   Little Egoists – 10 Years   Must Records KPRK  CD
- 1998   Śmietana-Styła – Kind of Life  SelleS Sell0076 CD
- 2009   Jarek Śmietana Band – Psyhodelic Music of Jimi Hendrix  JSR 0010 CD
- 2014   Krakowskie Klimaty Bluesowe (1 utwór „Outside Help”) Krakowskie Klimaty Muzyczne
- 2014   Los Agentos – Tom Waits Project (jeden utwór „Moth”) Los Agentos
- 2016   Levi – Odcienie (jeden utwór „Przyjaciel ból”)  Levi
- 2017   Jazzthetics (1 utwór „John Barleycorn”) Centrum Kultury Dworek Białoprądnicki
- 2018   Justyna & Yanoosh  – „Beauty & Beast” (trzy utwory) JYB 2018

### Jako kompozytor
- 1975   Jazz Band Ball Orchestra – Home Polskie Nagrania SX 1070  Lp
- 2012   Antek Krupa – Amela – Blues o rozwianych włosach na wietrze Radio Kraków RK 011 CD
- 2018   The New Lessers – Evening  Antoni Krupa AJA 001 CD

### Jako producent
- 1978   Zbigniew Seifert – Kilimanjaro vol.1  PolJazz PSJ 101 Lp
- 1978   Zbigniew Seifert – Kilimanjaro vol.2  PolJazz PSJ 102 Lp (plus wywiad ze Zbigniewem Seifertem nagrany w Radiu Kraków)
- 1986   Janusz Muniak Quartet – PolJazz PSJ 138 Lp
- 1987   Beale Street Band – Live  Poljazz PSJ 205 Lp
- 1988   Adam Kawończyk – Brass Time   PolJazz PSJ 209 Lp
- 1990   Zbigniew Seifert – Kilimanjaro  Radio Kraków Studio Szlak Sound KRCD 01 CD
- 1999   Radio Kraków – Radio Kraków PRK 008 CD
- 2006   Rotunda 151514  Jazz Juniors – First Time Last Time  Rotunda 151514 CD